# Гайдамацька вулиця (Київ)
Гайдама́цька ву́лиця — вулиця в Голосіївському районі міста Києва, місцевість Забайків'я. Пролягає від Байкової вулиці до вулиці Володимира Брожка.
Прилучаються вулиці Почаївська, Кочубеївська, провулки Богунський, Гайдамацький та Кропивницький.

## Історія
Вулиця виникла наприкінці XIX століття під назвою Деміївська, приблизно з 1913 року — (2-а) Некрасовська, на честь російського поета Миколи Некрасова. 1955 року отримала назву Волзька вулиця, на честь річки Волга.
Сучасна назва на честь гайдамацького руху — з серпня 2022 року.

## Забудова
Забудова вулиці — приватна малоповерхова, переважно кінця XIX — 1-ї третини XX століття. Зберігся старовинний двоповерховий будинок — № 17 та муровані особняки № 21, 23.

## Установи

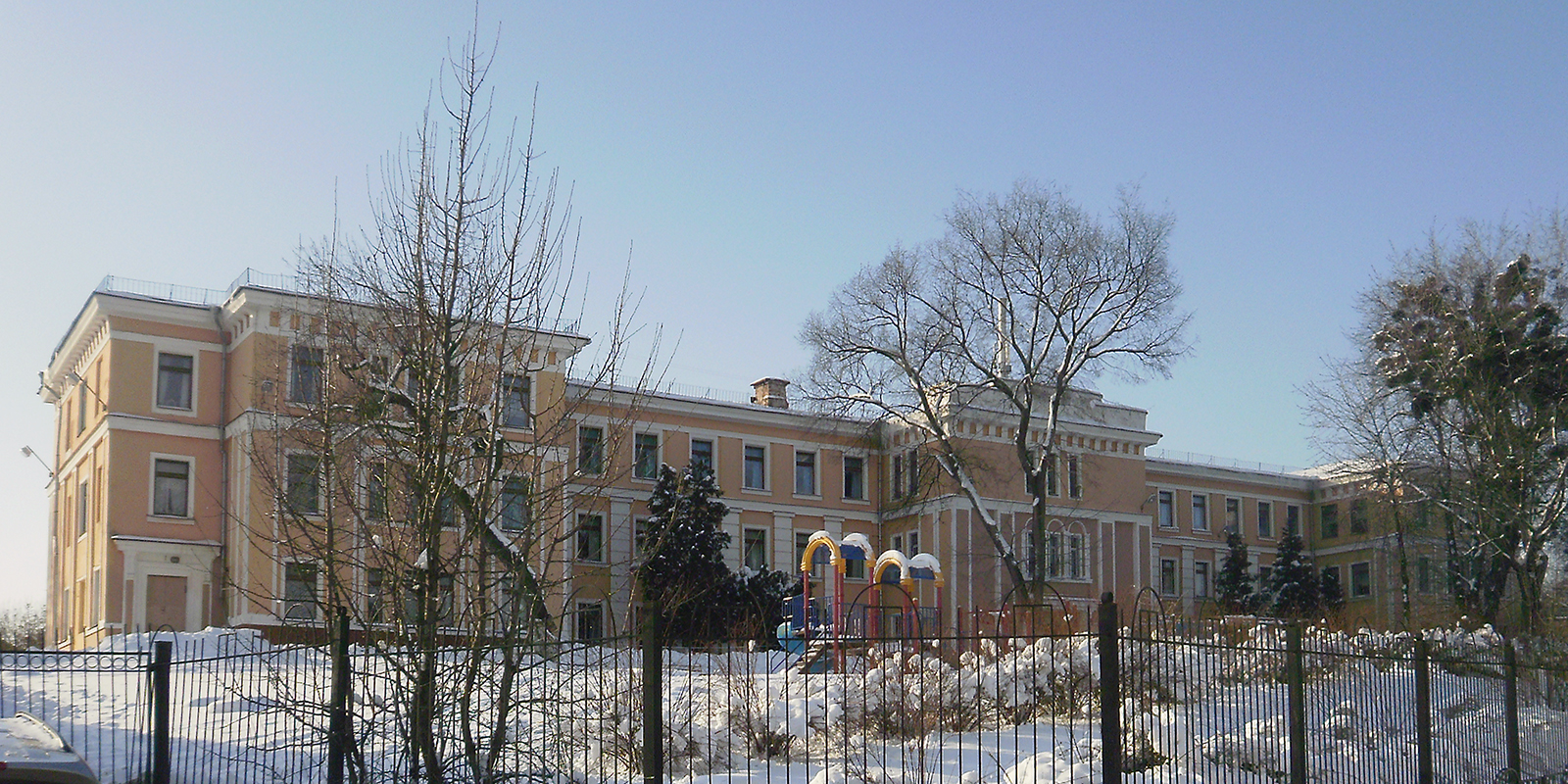
Школа-інтернат № 11

- Школа-інтернат № 11 для дітей з вадами зору (буд. № 12-А)